# (3645) Fabini
Pour les articles homonymes, voir Ludwig von Fabini et Fabini.
(3645) Fabini est un astéroïde de la ceinture principale.

## Description
(3645) Fabini est un astéroïde de la ceinture principale. Il fut découvert le 28 août 1981 à l'Observatoire Kleť par Antonín Mrkos. Il présente une orbite caractérisée par un demi-grand axe de 2,70 UA, une excentricité de 0,08 et une inclinaison de 7,1° par rapport à l'écliptique.

## Compléments